# Mühlgraben (Aubach)
Der Mühlgraben, auch Mühlbach oder Dorfbach genannt, ist ein fast ein Kilometer langer rechter Zufluss des Aubachs im bayerischen Spessart, der im unterfränkischen Landkreis Main-Spessart verläuft.

## Geographie

### Verlauf

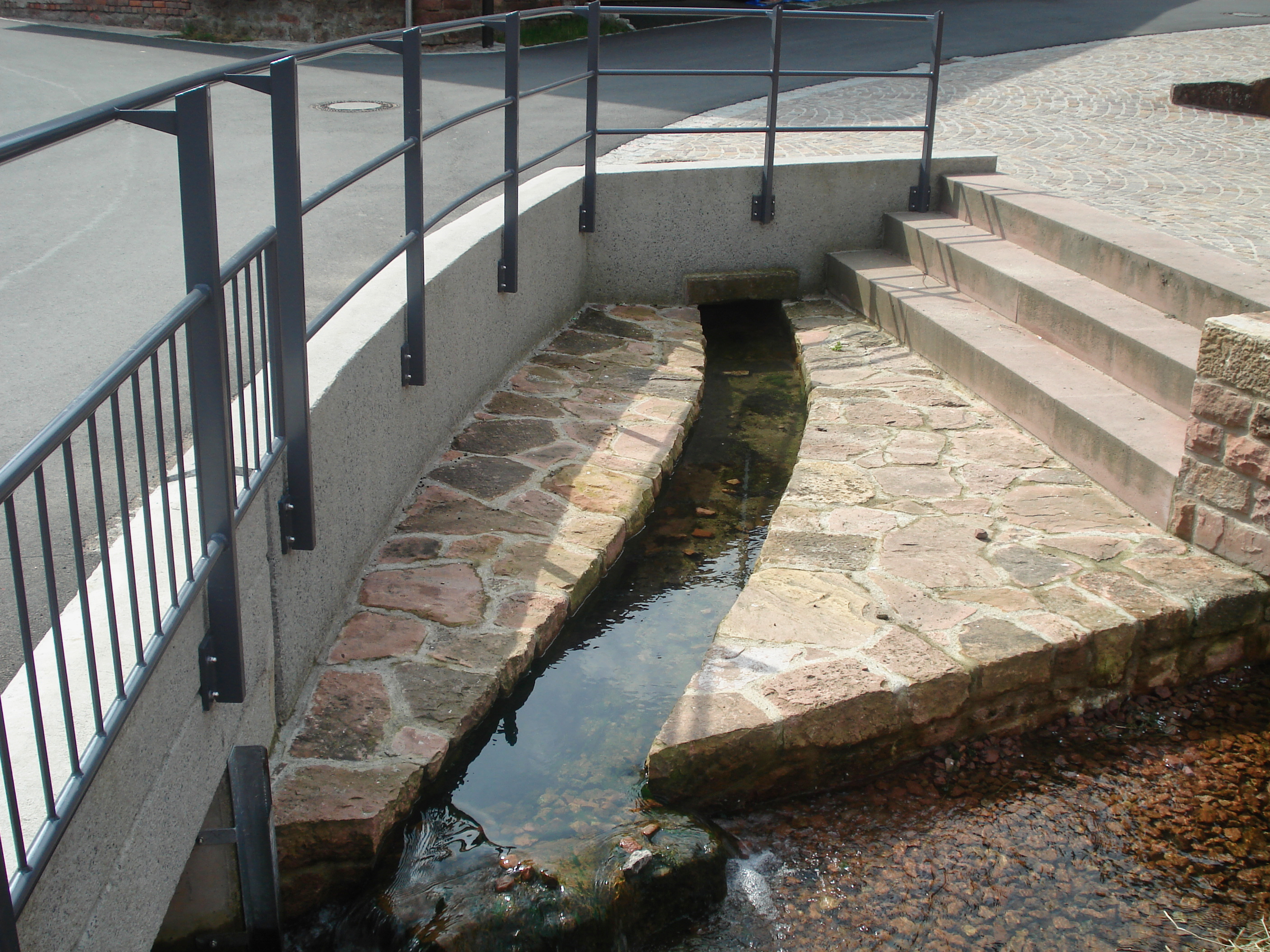
Eine der Quellen in Habichsthal

Der Mühlgraben entspringt in Habichsthal in mehreren Quellen.
Er verläuft nach Osten durch ein gemauertes Gerinne. Östlich des Ortes mündet er auf einer Höhe von 283 m ü. NHN oberhalb der Aubachseen von rechts in den Aubach.
Auf seinem 0,9 km langen Weg überwindet der Graben einen Höhenunterschied von etwa 35 m, was einem mittleren Sohlgefälle von 37 ‰ entspricht. Der Mühlgraben entwässert ein etwa 6 km² großes Einzugsgebiet über den Aubach, die Lohr, den Main und den Rhein zur Nordsee.

### Flusssystem Lohr
- Fließgewässer im Flusssystem Lohr

## Geschichte
Früher speiste der Mühlgraben an seiner Mündung die Habichsthaler Dorfmühle. Die gemeindliche Mühle durfte von jedem Bürger an seinem eigenen Mahltag genutzt werden. Wenn das Triebwasser nicht ausreichte, führte man dem Mühlrad weiteres Wasser durch einen Holzkanal zu. Dieses entspringt in der Hangmitte talaufwärts am Aubach.
Ein Teil des  Mühlgrabenwassers wurde am Unterlauf in einen künstlich angelegten Bewässerungsgraben, den Schwedels- oder Schwedlesgaben geleitet, der in der Flur Schwedlesrain endete.